# Jackson Springs
 (mai 2025).
Pour les articles homonymes, voir Jackson.
Jackson Springs est une census-designated place située dans le comté de Moore, dans l’État de Caroline du Nord, aux États-Unis. Lors du recensement de 2020, elle comptait 154 habitants.